# Gieskes-Strijbis Podiumprijs
De Gieskes-Strijbis Podiumprijs is een Nederlandse kunstprijs voor podiumkunstenaars die niet langer als ‘jong talent’ gelden, maar die zich nog niet verbonden hebben aan een vooraanstaand gezelschap.
De prijs wordt betaald uit het particuliere Gieskes-Strijbis Fonds, en wordt sinds 2017 jaarlijks uitgereikt. De twee winnaars krijgen ieder een bedrag van 60 duizend euro dat ze naar eigen inzicht mogen gebruiken voor hun artistieke ontwikkeling. De overige drie genomineerden ontvangen ieder 10 duizend euro. De vijf genomineerden worden geselecteerd door een adviescommissie die jaarlijks van samenstelling wisselt.

## Winnaars
- 2024 - componist en musicus Vernon Chatlein, en danser en choreograaf Cherish Menzo[1]
- 2023 - multitalent Steef de Jong, en creatief productiebureau Well Made Productions[2][3]
- 2022 - componist Kate Moore, en multidisciplinair kunstenaar Femi Dawkins[4]
- 2021 - dj Carista Eendragt, en performance designers MAISON the FAUX[5]
- 2020 - choreograaf Katja Heitmann, en theatermaker Tjon Rockon[6]
- 2019 - theatermaker Alexandra Broeder, en choreograaf Guilherme Miotto (Corpo Máquina)[7]
- 2018 - theatermaker en choreograaf Nicole Beutler, en story producers ROSE stories[8]
- 2017 - theatermaker Bright Richards, en hiphopchoreograaf Lloyd Marengo[9]